# Max Rubner
Max Rubner, född 2 juni 1854 i München, död 27 april 1932 i Berlin, var en tysk läkare.
Rubner blev 1878 medicine doktor, 1883 docent i fysiologi i München, 1885 extra ordinarie och 1887 ordinarie professor i hygien i Marburg, 1891 professor i hygien i Berlin och var 1909-22 professor i fysiologi där.
Rubner utförde i egenskap av fysiolog undersökningar av synnerligen stor betydelse inom läran om ämnesomsättningen och värmeregulationen; bland dem intas främsta rummet av de arbeten, genom vilka han som den förste genom direkta experiment ådagalade, att principen om energins oförstörbarhet är fullt giltig inom den levande naturen (Über Dievertretungswerte der organischen Nahrungsstoffe, 1883, Die Quelle der tierischen Wärme, 1894). 
Bland hans övriga hithörande arbeten märks ytterligare Kalorimetrische Untersuchungen (1885), Biologische Gesetze (1887), Die Gesetze des Energieverbrauches bei der Ernährung (1902), Volksernährungsfragen (1908) och Die Ernährungsphysiologie der Hefecelle bei alkoholischer Nahrung (1912).
Som hygieniker undersökte Rubner klädernas uppgift och verkningssätt och flera andra viktiga spörsmål samt bearbetade i sin Lehrbuch der Hygiene (1888-90, flera upplagor) hygienen i hela dess omfång. Därjämte utgav han sedan 1911 tillsammans med Max von Gruber och Martin Ficker en omfattande Handbuch der Hygiene (nio band 1911-27) samt var medutgivare av "Archiv für Hygiene" och redigerade från 1909 "Archiv für Physiologie".
Rubner valdes 27 april 1921 in som utländsk ledamot nummer 680 av Kungliga Vetenskapsakademien.